# هدایت پیام عصبی
هدایت پیام عصبی یا ترارسانی پیام عصبی رسانش پیام عصبی در درازنای نورون و رسیدن آن به پایانه آکسون را ترارسانی  پیام عصبی گویند که به وسیله پتانسیل آرامش و پتانسیل عمل کنترل می‌شود.
بعد از رسانش و رسیدن پیام به پایانه آکسون پیام عصبی از  ساختاری بنام سیناپس به نورون بعدی رسانده می‌شود.

## منبع
- آرتور گایتون، جان ادوارد هال (۱۳۸۶)، «فیزیولوژی عصبی»، فیزیولوژی پزشکی گایتون، ترجمهٔ احمدرضا نیاورانی، سماط، شابک ۹۶۴-۵۷۸۹-۹۸-۲
- تونی اسمیت، سو دیویدسن (۱۳۸۴)، مغز و سیستم عصبی، ترجمهٔ عباس تیرگانی، بیژن معصوم، نشر سنبله، شابک ۹۶۴-۳۹۲-۰۷۱-۲
- پ. لاژه (۱۳۷۵)، بیولوژی و فیزیولوژی عصبی، ترجمهٔ علی حائری روحانی، انتشارات دانشگاه تهران